# Zombis pusiola
Cet article possède un paronyme, voir Zombie.
Genre
Espèce
Zombis pusiola, unique représentant du genre Zombis, est une espèce de solifuges de la famille des Galeodidae.

## Distribution
Cette espèce est endémique d'Israël. Elle se rencontre vers Jaffa.

## Description
La femelle holotype mesure 9 mm.

## Publication originale
- Simon, 1882 : Viaggio ad Assab nel Mar Rosso, dei signori G. Doria ed O.Beccari con il R.Avviso "Esploratore" dal 16. Novembre 1879 al 26. Febbraio 1880. II. Étude sur les Arachnides de l'Yemen méridional. Annali del Museo Civico di Storia Naturale di Genova, vol. 18, p. 207-260 (texte intégral).